# Andrew Solomon
Pour les articles homonymes, voir Solomon.
Andrew Solomon, né à Manhattan (New York) le 30 octobre 1963, est un écrivain et journaliste américain.

## Biographie
Il naît et grandit sur l'île de Manhattan.
Après des études complétées en 1981 à la Horace Mann School, une institution privée du Bronx, il s'inscrit à l'université Yale, où il décroche en 1985 un baccalauréat universitaire ès lettres avec la distinction magna cum laude. Il obtient ensuite une maîtrise en anglais et, en 2013, un doctorat en psychologie ayant pour sujet la théorie de l'attachement au Jesus College de l'université de Cambridge. Depuis la fin de ses études, il partage son temps entre New York et Londres.
Il devient un collaborateur régulier pour The New York Times Magazine (de 1993 à 2001), The New Yorker, Artforum, Travel + Leisure, et d'autres publications sur un grand éventail de sujets, y compris la dépression, les artistes soviétiques, la renaissance culturelle de l'Afghanistan, la politique Libyenne, et la culture sourde.
Ses sujets de prédilection demeurent toutefois la politique, la culture et la psychologie.
En 1994, il publie Le Vaisseau de pierre (A Stone Boat), un roman ayant pour thème l'affirmation homosexuelle alors qu'un célèbre pianiste international de passage à Paris révèle à sa mère, une femme du monde conservatrice, l'orientation sexuelle qu'il lui a toujours cachée.
Son livre de mémoires, Le Diable intérieur : anatomie de la dépression (The Noonday Demon: An Atlas of Depression), remporte en 2001 le National Book Award (pour les non-fictions), le prix Lambda Literary (pour les autobiographie/mémoires) et est finaliste pour le Prix Pulitzer 2002. Il est inclus dans la liste des cent meilleurs livres de la décennie dressée par The Times.
Militant LGBT, il est membre du National LGBTQ Task Force, une organisation de défense des droits des homosexuels et a signé une série d'articles en faveur du mariage homosexuel dans Newsweek et  The Advocate. 
Il donne des conférences et des cours dans diverses institutions prestigieuses, notamment l'université du Michigan et l'université Harvard. Depuis 2014, il est professeur de psychologie clinique au Centre médical de l'université Columbia.

## Œuvre

### Roman
- A Stone Boat (1994) Publié en français sous le titre Le Vaisseau de pierre, traduit par Françoise Du Sorbier, Paris, Albin Michel, coll. « Les grandes traductions », 2002  (ISBN 2-226-13270-8)

### Mémoires
- The Noonday Demon: An Atlas of Depression (2001) Publié en français sous le titre Le Diable intérieur : anatomie de la dépression, traduit par Claudine Richetin, Paris, Albin Michel, 2002  (ISBN 2-226-13467-0)

### Essais
- The Irony Tower: Soviet Artists in a Time of Glasnost (1991)
- Far From the Tree: Parents, Children, and the Search for Identity (2012)
- Far and Away: Reporting from the Brink of Change (2016)